# Pulario
Pulario ist eine Streusiedlung im Departamento Tarija im südamerikanischen Andenstaat Bolivien.

## Lage im Nahraum
Pulario liegt in der Provinz José María Avilés und ist der drittgrößte Ort im Cantón Quebrada Honda im Municipio Yunchará. Der Ort liegt auf einer Höhe von 3842 m südlich des Biologischen Schutzgebietes Cordillera de Sama im Quellbereich der Quebrada Tres Lagunas, die flussabwärts den Namen Río de la Quebrada Tres Lagunas trägt, sich bei Quebrada Honda mit dem Río Quebradillas vereinigt und in nordwestlicher Richtung in den Río San Juan del Oro fließt.

## Geographie
Pulario liegt auf der Pampa de Tajzara im südöstlichen Teil der kargen Hochebene des bolivianischen Altiplano. Das Klima ist wegen der Binnenlage kühl und trocken und durch ein typisches Tageszeitenklima gekennzeichnet, bei dem die mittleren Temperaturschwankungen zwischen Tag und Nacht in der Regel deutlich größer sind als die jahreszeitlichen Schwankungen.
Die Jahresdurchschnittstemperatur liegt bei 11 °C (siehe Klimadiagramm Yunchará) und schwankt nur unwesentlich zwischen gut 6 °C im Juni/Juli und gut 14 °C von November bis März. Der Jahresniederschlag beträgt nur knapp 400 mm, mit einer stark ausgeprägten Trockenzeit von April bis Oktober mit Monatsniederschlägen unter 15 mm und einer Feuchtezeit von Dezember bis Februar mit 80 bis 95 mm Monatsniederschlag.

## Verkehrsnetz
Pulario liegt in einer Entfernung von 138 Straßenkilometern westlich von Tarija, der Hauptstadt des gleichnamigen Departamentos.
Von Tarija aus führt die Nationalstraße Ruta 1 nach Norden, durchsticht die Cordillera de Sama in nordwestlicher Richtung und führt über die Ortschaft San Lorencito weiter nach Camargo, Padcoyo und Potosí. In San Lorencito zweigt eine unbefestigte Landstraße in südlicher Richtung ab und erreicht Iscayachi nach elf Kilometern. Von dort führt die Straße weiter nach Süden und führt über die Pampa de Tajzara mit den Salzseen Laguna Tajzara und Laguna Grande weiter nach Yunchará. 34 Kilometer südlich von Iscayachi zweigt eine Landstraße in südöstlicher Richtung nach Copacabana ab, von dort aus führt eine Straße in südlicher Richtung nach Huayllajara. Kurz hinter Huayllajara trifft die Landstraße auf die Ruta 28, überquert auf den nächsten sechs Kilometern auf drei Brücken den Río Quebradillas und erreicht nach weiteren sechzehn Kilometern Pulario.

## Bevölkerung
Die Einwohnerzahl der Ortschaft ist in dem Jahrzehnt zwischen den beiden letzten Volkszählungen um mehr als ein Drittel angestiegen:
| Jahr | Einwohner         | Quelle       |
| ---- | ----------------- | ------------ |
| 1992 | keine Detaildaten | Volkszählung |
| 2001 | 50                | Volkszählung |
| 2012 | 69                | Volkszählung |
| 2024 |                   | Volkszählung |